# Plecoptera diplosticha
Plecoptera diplosticha là một loài bướm đêm trong họ Erebidae.